# Megatrioza grandis
Megatrioza grandis är en insektsart som först beskrevs av Crawford 1920.  Megatrioza grandis ingår i släktet Megatrioza och familjen spetsbladloppor. Inga underarter finns listade i Catalogue of Life.